# صومعه کاراپت مقدس، موش
صومعه کاراپت مقدس (ارمنی: Սուրբ Կարապետ վանք; انگلیسی: Surb Karapet Monastery) یک صومعه حواری ارمنی واقع در شهر موش، در استان موش ترکیه می‌باشد. ساخت و ساز این ساختمان بین سده‌های ۴ام–۱۹ام میلادی به پایان رسید. این بنا به سبک معماری ارمنی طراحی شده‌است.